# Беннетт, Констанс
Констанс Кэмпбелл Беннетт (англ. Constance Campbell Bennett, 22 октября 1904 — 24 июля 1965) — американская актриса и продюсер.

## Биография
Констанс Беннетт родилась в Нью-Йорке в семье актёров Эдриэнн Моррисон и Ричарда Беннетта. Помимо неё в семье было ещё две дочери — Барбара и Джоан, также ставшие актрисами.
В юности она хотела уйти в монастырь, но тяга к актёрскому искусству взяла верх и она пошла по стопам родителей. Её дебют состоялся в 1916 году в одном из немых фильмов. В последующие несколько лет Беннетт продолжала сниматься, пока в 1925 году не вышла замуж и не оставила кинематограф. Её возвращение в кино состоялось после развода в 1929 году и уже в звуковые фильмы. Констанс Беннетт за короткий срок добилась больших успехов на большом экране, благодаря ролям в картинах «Самый простой путь» (1931) и «Сколько стоит Голливуд?» (1932).
В 1940-х актриса стала уже менее востребована на большом экране, но продолжала много работать в театре и на радио. В то же время она заработала себе большое состояние, благодаря собственной компании по производству косметики и одежды. Последней её киноролью стала свекровь героини Ланы Тёрнер в драме «Мадам X», вышедшей на экраны в 1966 году уже после смерти Констанс Беннетт от кровоизлияния в мозг в июле 1965 года. Будучи женой бригадного генерала, актриса была похоронена на Арлингтонском кладбище в Вашингтоне. Её вклад в развитие американской киноиндустрии отмечен звездой на Голливудской аллее славы, которая расположена недалеко от звезды её сестры Джоан Беннетт.

## Избранная фильмография
| Год  |   | Русское название                | Оригинальное название  | Роль                |
| ---- | - | ------------------------------- | ---------------------- | ------------------- |
| 1916 | ф |                                 | The Valley of Decision |                     |
| 1922 | ф | Свидетельство                   | Evidence               | Эдит                |
| 1925 | ф | Мой сын                         | My Son                 | Бетти Смит          |
| 1925 | ф | Салли, Ирен и Мэри              | Sally, Irene and Mary  | Салли               |
| 1926 | ф | Поженимся?                      | Married?               | Марша Ливингстон    |
| 1929 | ф | Богатые люди                    | Rich People            | Конни Хэйден        |
| 1930 | ф | Сын Богов                       | Son of the Gods        | Аллана Вагнер       |
| 1931 | ф | Простейший способ               | The Easiest Way        | Лолли Мэрдок        |
| 1931 | ф | Рождённая любить                | Born to Love           | Дорис Кендалл       |
| 1932 | ф | Сколько стоит Голливуд?         | What Price Hollywood?  | Мэри Эванс          |
| 1932 | ф | Рокабай                         | Rockabye               | Джуди Кэролл        |
| 1933 | ф |                                 | After Tonight          |                     |
| 1934 | ф | Романы Челлини                  | The Affairs of Cellini | герцогиня Флоренции |
| 1935 | ф | После работы                    | After Office Hours     | Шерон Норвуд        |
| 1937 | ф | Топпер                          | Topper                 | Марион Керби        |
| 1941 | ф | Двуликая женщина                | Two-Faced Woman        | Гризельда Вон       |
| 1946 | ф | Лето столетия дня независимости | Centennial Summer      | Зения Ласкаллес     |
| 1947 | ф | Вне подозрений                  | The Unsuspected        | Джейн Мойнихэн      |
| 1948 | ф | Умная женщина                   | Smart Woman            | Паула Роджерс       |
| 1951 | ф | Моложе себя и не почувствуешь   | As Young as You Feel   | Люсиль МакКинли     |
| 1966 | ф | Мадам Икс                       | Madame X               | Эстель Андерсон     |